# Гружчанська сільська рада (Конотопський район)
Гружчанська сільська́ ра́да — колишній орган місцевого самоврядування в Конотопському районі Сумської області. Адміністративний центр — село Грузьке.

## Загальні відомості
- Населення ради: 1 838 осіб (станом на 2001 рік)

## Населені пункти
Сільській раді були підпорядковані населені пункти:
- с. Грузьке
- с. Дубинка

## Історія
- 1995 року з облікових даних сільради виключено село Кросна.

## Склад ради
Рада складалася з 16 депутатів та голови.
- Голова ради: Руденко Валерій Леонідович
- Секретар ради: Радченко Наталія Володимирівна

### Керівний склад попередніх скликань
| Прізвище, ім'я, по батькові | Основні відомості                                                                                | Дата обрання | Дата звільнення |
| --------------------------- | ------------------------------------------------------------------------------------------------ | ------------ | --------------- |
| Руденко Валерій Леонідович  | Сільський голова, 1950 року народження, освіта вища, член партії Християнсько-Демократичний Союз | 26.03.2006   | 31.10.2010      |
| Руденко Валерій Леонідович  | Сільський голова, 1950 року народження, освіта вища, член партії Християнсько-Демократичний Союз | 31.10.2010   |                 |

Примітка: таблиця складена за даними сайту Верховної Ради України